# Lưu Tề (chính quyền)
Lưu Tề (chữ Hán: 劉齊) là chính quyền bù nhìn do nhà Kim thành lập tại vùng Hoa Bắc sau khi Bắc Tống diệt vong. Do Hoàng đế là Lưu Dự, nên sử sách thường gọi là Lưu Tề, thời gian tồn tại được tám năm (1130–1137).

## Lịch sử
Năm 1126–1127, sau sự biến Tĩnh Khang, Bắc Tống bị đại quân nhà Kim tiêu diệt. Hoàng đệ của Tống Khâm Tông là Khang vương Triệu Cấu trốn xuống phía nam, lập ra nhà Nam Tống, đế hiệu là Cao Tông. Năm Kiếm Viêm thứ 2 (1128), Kim Thái Tông sai tướng Chiêm Hãn và Thát Lãn thống lĩnh đại quân xuống phía Nam, vì rất nhiều tướng lĩnh Tống triều tham sống sợ chết, liên tiếp bỏ thành chạy thoát thân. Kết quả, quân Kim liên tiếp đánh chiếm các vùng từ Sơn Đông, Hoài Hà về phía Bắc, đồng thời một lần nữa công hãm đô thành Bắc Tống là Biện Kinh, tới lúc này, quân Kim đã chiếm lĩnh phần lớn lãnh thổ Trung Nguyên.
Quân Kim sau khi chiếm lĩnh khu vực Trung Nguyên, Kim Thái Tông hiểu rõ, do liên tục nhiều năm chinh chiến, người Kim và người Hán đã nảy sinh mâu thuẫn đối kháng nặng nề. Với nhân lực, vật lực của nước Kim, không thể nào thống trị được mảnh đất Trung Nguyên rộng lớn mênh mông. Hơn nữa, nước Kim vì nguyên nhân khác phải rút quân về Bắc, do đó, Kim Thái Tông mới hạ dụ riêng với Chiêm Hãn và đội quân chinh phạt phương Nam rằng "cần phải chi viện lập phiên phụ, như câu chuyện Trương Bang Xương. Đất Trung Nguyên do người Trung Nguyên tự cai trị, như vậy thỏa đáng hơn". Hiển nhiên, Kim Thái Tông muốn mượn lực lượng người Hán để đối phó với nước Tống. Chiêm Hãn sau khi tiếp chỉ, từ trong bọn cựu thần của nước Tống chọn ra Lưu Dự làm hoàng đế bù nhìn khu vực Trung Nguyên.
Lưu Dự từng giữ chức Đề kiểm hình ngục Hà Bắc, trước sự hà hiếp của quân Kim, đã bỏ quan chạy nạn tới Chân Châu. Ông vốn muốn chạy trốn thật xa khỏi binh mã người Kim, cầu an nhất tời, không ngờ Tống triều lại phái tới Tế Nam làm tri phủ. Không biết làm sao được, Lưu Dự đành gắng gượng mà đi nhận chức. Nhận chức không bao lâu, quân Kim đánh vào Tế Nam, Lưu Dự vì bảo toàn tính mạng, đã giết võ tướng trấn thủ kiên quyết chống Kim tên là Quan Thắng rồi mới sai người mở cửa thành, đầu hàng quân Kim.
Lúc đó, triều Kim đang triển khai hành động quân sự tại Kinh Đông đông lộ, Kinh Đông tây lộ, Kinh Tây nam lộ, Kinh Tây bắc lộ, vốn là vùng đất cũ của Nhà Tống nên chưa giành được lòng tin của người Hán dưới quyền cai quản trực tiếp của họ. Tháng 3 năm Kiếm Viêm thứ 3 (1129), triều Kim lệnh cho Lưu Dự dời sang phủ Đông Bình, giữ chức Kinh lược An phủ sứ các lộ Kinh Đông, Kinh Tây và Hoài Nam, nắm quyền quản lý phủ Đại Danh, phủ Khai Đức, Đức Châu, Bộc Châu, Tân Châu, Bác Châu, Lệ Châu, Thương Châu.
Lưu Dự sau khi đầu hàng quân Kim, đối với người Kim nhất nhất tuân theo, đồng thời không ngừng đưa hối lộ tặng lễ vật cho bọn Thát Lãn. Vả lại, Lưu Dự là người Cảnh Châu Trung Nguyên, người như thế, tự nhiên là hợp khẩu vị của Kim Thái Tông. Thế là, vào tiết Trùng dương năm Kiếm Viêm thứ 4 (1130), Hoàn Nhan Tông Hàn được lệnh Kim Thái Tông sắc phong Lưu Dự làm "Đại Tề hoàng đế", đô thành đặt tại phủ Đại Danh thành Bắc Kinh của triều Tống cũ. ngày mồng 9 tháng 9 ÂL (12 tháng 10 năm 1130), Lưu Dự chính thức tức vị Hoàng đế, niên hiệu Phụng Kim, lấy ngày Chính sóc, là năm Thiên Hội thứ 8 bên Kim. Tôn mẫu thân Địch thị làm Hoàng thái hậu, thê thiếp Tiền thị làm Hoàng hậu. Tháng 11 cùng năm, cải nguyên thành Phụ Xương năm đầu.
Thời kỳ Lưu Dự làm hoàng đế, ra sức thu thập một đám quan sử phản Tống đầu Kim, phong làm đại thần quanh ông ta, dùng Trương Hiếu Thuần làm thừa tướng, Lý Hiếu Dương làm tả thừa, Trương Giản làm hữu thừa. Lưu Dự còn chiêu mộ tráng đinh, tổ chức thành lực lượng quân sự riêng, bọn Lý Thành đều chạy tới đây, trở thành cán tướng đắc lực trong tay mình.  Năm Phụ Xương thứ 2 (1131), Lưu Dự phong cho con là Lưu Lân làm Thượng thư tả thừa chư lộ Binh mã Đại tổng quản. Năm Phụ Xương thứ 3 (1132), triều Kim đem tỉnh Thiểm Tây ban cho nước Tề, Lưu Dự bèn dời đô sang Biện Kinh. Ngay tại đô thành mới này, ông thiết lập Lục bộ Thượng thư tỉnh, thực hành trưng binh chế, thi hành thu thuế 1/10, đặt ra pháp luật, đúc tiền Phụ Xương thông bảo, phát hành tiền giấy. Lưu Dự sau khi làm hoàng đế, tự nhiên hết sức nịnh bợ nước Kim, giữ mệnh làm theo, trở thành lực lượng trọng yếu trong chiến tranh với Tống.
Mùa đông năm Phụ Xương thứ 4 (1133), Lưu Dự sai Lý Thành dưới sự giúp đỡ của quân Kim đã đánh chiếm Tương Dương lục châu gồm Tương Dương, Dĩnh Châu, Tùy Châu, Đường Châu, Đặng Châu và Tín Dương. Trong nhiều năm về sau, Lưu Dự nhiều lần cho xâm phạm Nam Tống, trở thành kẻ tiếp tay đắc lực của nước Kim. Nguyên soái triều Kim Tiêu Khánh đến Biện Kinh, Lưu Dự bèn đem nội tình quân Tống của Hàn Thế Trung, Lưu Quang Thế ra báo cáo tường tận cho người Kim.
Về sau, khi các cuộc chiến tranh Tống-Kim đang trong tình trạng bế tắc, người Kim mới nhận thấy giá trị sử dụng của Lưu Dự đã giảm đi nhiều. Năm Phụ Xương thứ 8 (1137), người ủng hộ của Lưu Dự là Hoàn Nhan Tông Hàn bị lật đổ. Ngày 18 tháng 11 cùng năm, Kim Hy Tông quyết định phế Lưu Dự làm Thục vương đồng thời bãi bỏ nước Tề, đem cả nhà Lưu Dự dời sang phủ Lâm Hoàng, Thượng Kinh. Năm Hoàng Thống thứ 2 (1142) triều Kim đổi phong Lưu Dự thành Tào vương, đến ngày 18 tháng 10 năm Hoàng Thống thứ 6 (1146), Lưu Dự lâm bệnh qua đời.